# Gianni e Pinotto nella legione straniera
Gianni e Pinotto nella legione straniera (Bud Abbott Lou Costello in the Foreign Legion) è un film del 1950 diretto da Charles Lamont, alla sua seconda regia con Abbott e Costello (la prima era stata Avventura in montagna nel 1943).

## Trama
In Algeria per trovare un lottatore da condurre a Broadway i due amici pasticcioni finiscono per arruolarsi nella legione straniera e si troveranno a fronteggiare un sergente corrotto in combutta coi ribelli.

## Produzione
Le riprese furono originariamente programmate per il dicembre 1949, ma furono posticipate quando Costello dovette subire un'operazione chirurgica nel novembre del 1949. Le riprese alla fine iniziarono il 28 aprile 1950 e si conclusero il 29 maggio 1950. Pur avendo una controfigura, Costello combatté personalmente nel corso delle riprese ed ebbe per questo alcuni guai fisici come uno strappo ad un tendine. Nel 1948, Abbott e Costello avevano licenziato il loro agente, Eddie Sherman. Poco prima delle riprese di questo film, si riconciliarono con Sherman e lo riassunsero. David Gorcey interpreta una piccola parte in un cameo. Nella versione originale, la voce dello scheletro è stata fornita da Candy Candido, che in seguito divenne partner di Abbott nel 1960, dopo la morte di Costello.

## Distribuzione
Il film è stato distribuito nelle sale cinematografiche italiane a cavallo tra il mese di luglio e agosto del 1951.

### Data di uscita
Alcune date di uscita internazionali nel corso degli anni sono state:
- 5 agosto 1950 negli Stati Uniti d'America (Abbott and Costello in the Foreign Legion)
- 15 dicembre 1950 in Francia (Deux nigauds légionnaires)
- 21 luglio 1951 in Italia[6]
- 9 novembre 1951 in Australia (Abbott & Costello in the Foreign Legion)